# Харангъёган
Харангъёган (устар. Харанг-Юган) — река в Приуральском районе Ямало-Ненецкого автономного округа. Устье реки находится на 19-м км левого берега реки Собтыёган. Длина реки составляет 23 км.

## Данные водного реестра
По данным государственного водного реестра России относится к Нижнеобскому бассейновому округу, водохозяйственный участок реки — Обь от впадения реки Северная Сосьва до города Салехард, речной подбассейн реки — бассейны притоков Оби ниже впадения Северной Сосьвы. Речной бассейн реки — (Нижняя) Обь от впадения Иртыша.